# Ezo (Soudan du Sud)
Ezo est une ville du Soudan du Sud, dans l'État d'Équatoria-Occidental, située près de la frontière avec la République centrafricaine et la frontière avec la République démocratique du Congo.